# Cambefortius cavipectus
Cambefortius cavipectus är en skalbaggsart som beskrevs av Branco 1989. Cambefortius cavipectus ingår i släktet Cambefortius och familjen bladhorningar. Inga underarter finns listade.